# Torre d'avvistamento Diana
La torre d'avvistamento Diana (in ceco Rozhledna Diana) si trova a Karlovy Vary, una città del Distretto di Karlovy Vary nella Regione omonima, Repubblica Ceca. La sua costruzione risale all'inizio del XX secolo e rappresenta un importante punto panoramico per la città.

## Storia

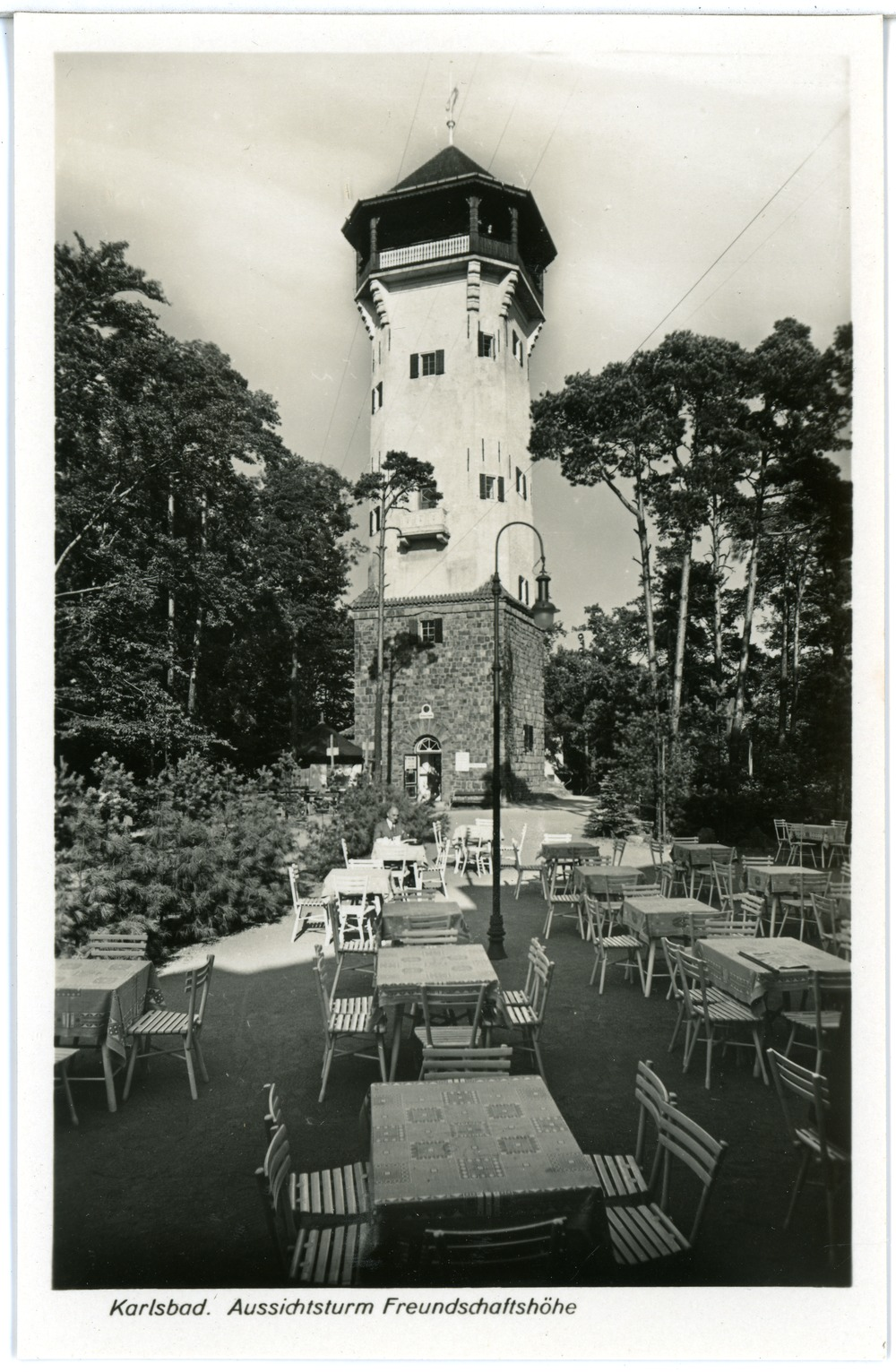
La torre in una foto del 1930

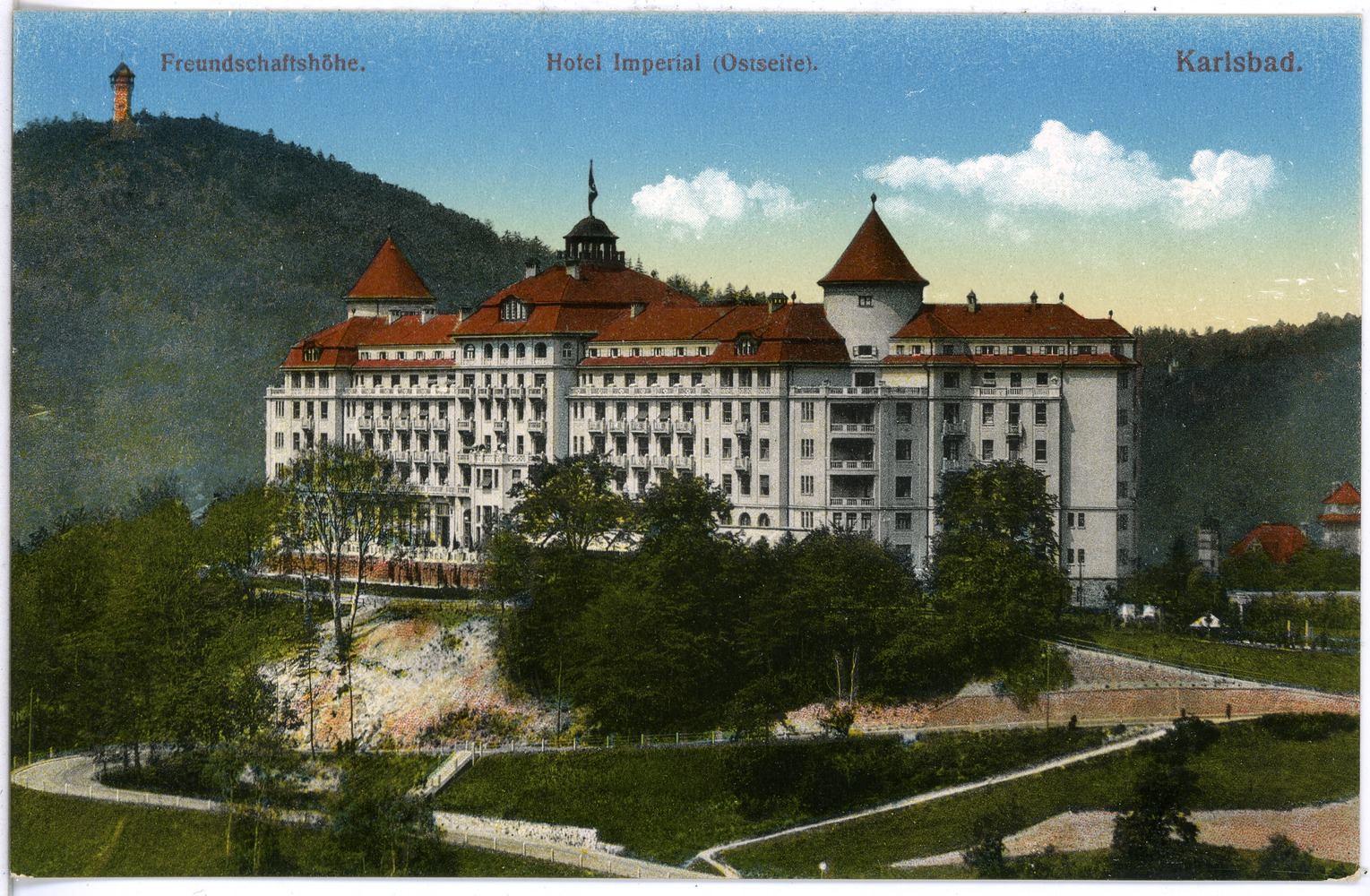
Hotel Imperial e torre d'avvistamento Diana in una cartolina del 1915

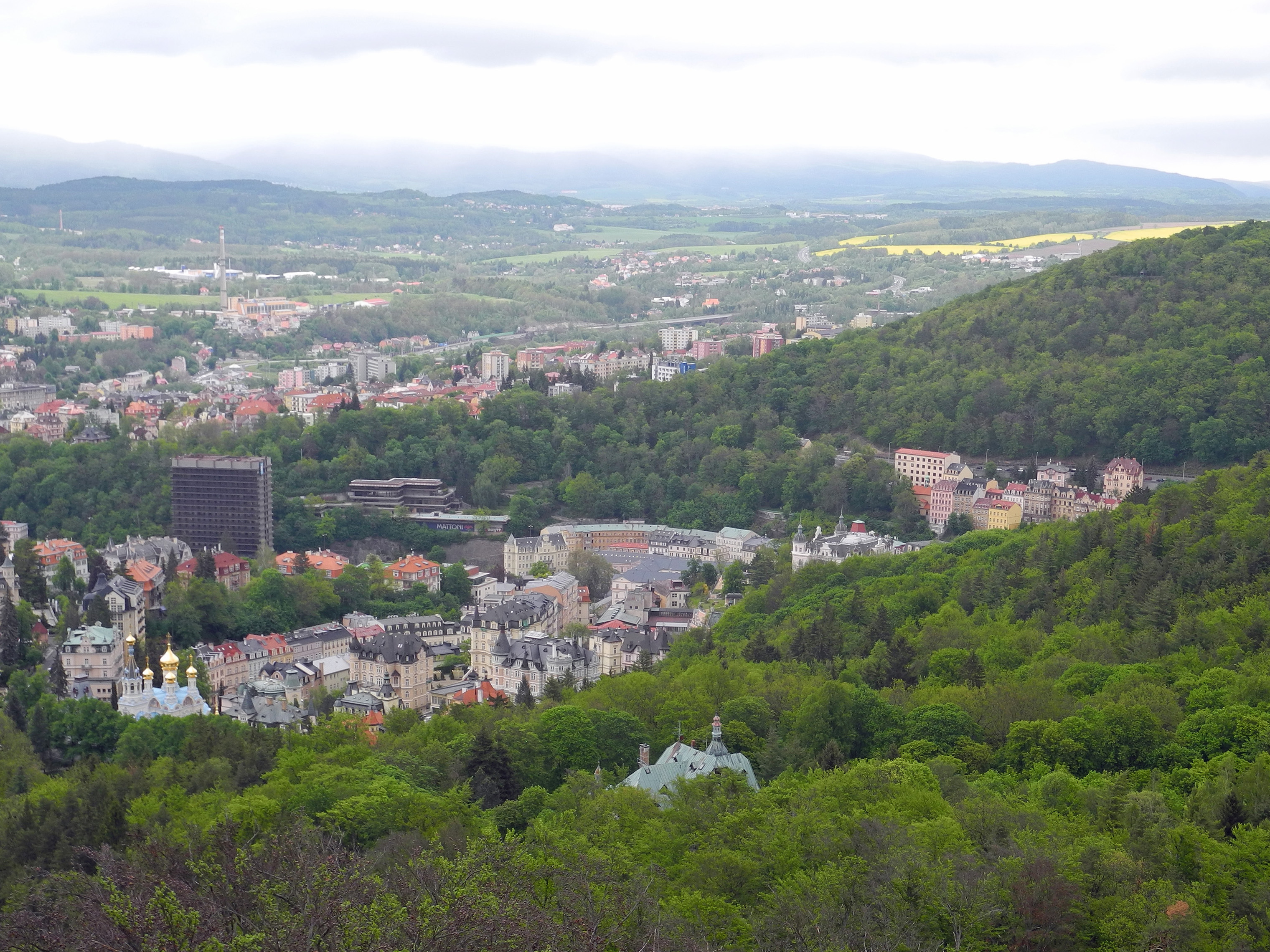
Panorama dalla torre

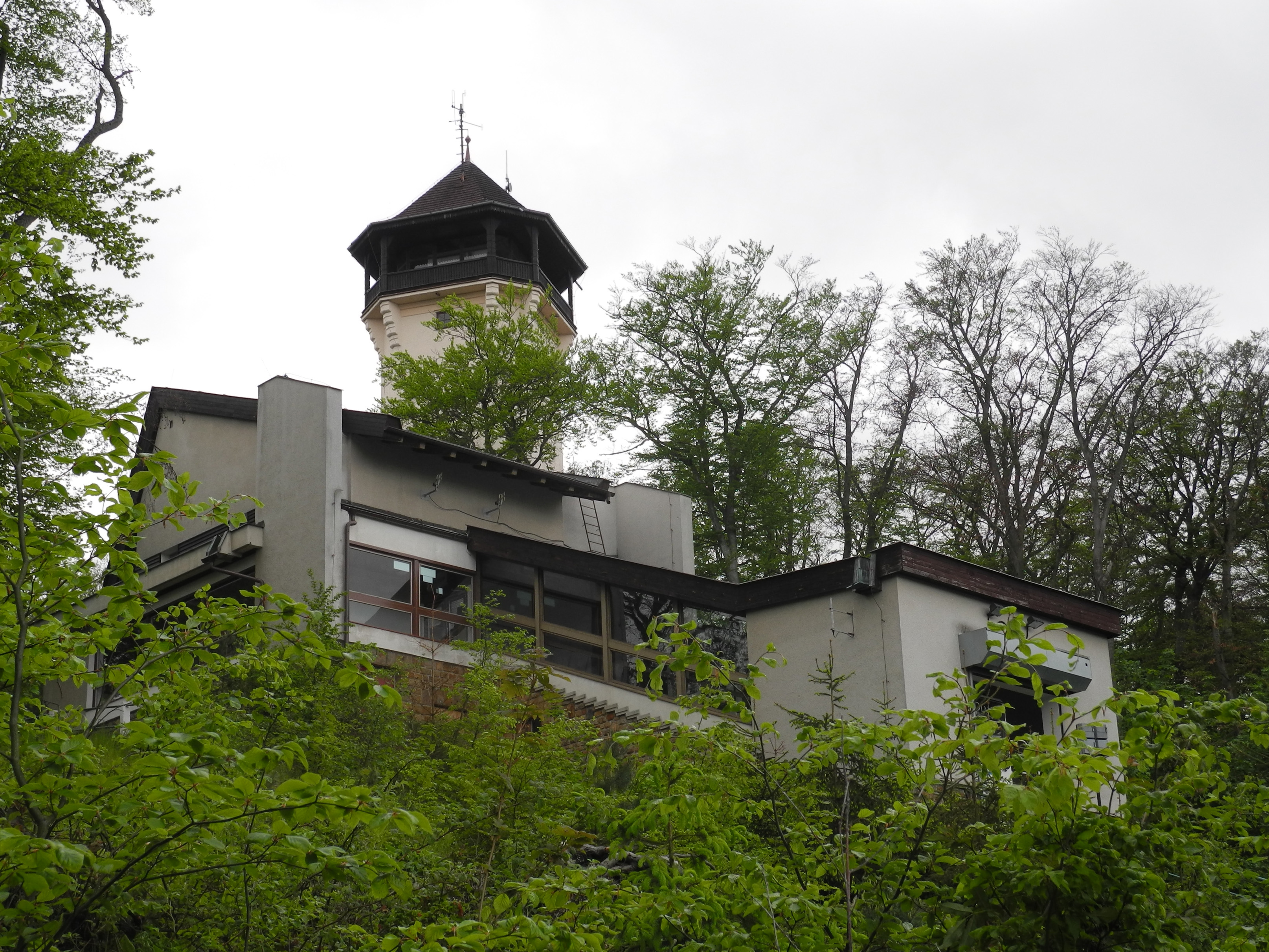
Torre e ristorante alla sua base

La collina sulla quale si trova la torre gode di una notevole vista sulla città termale e fu scoperta dal turismo nel 1804 da Václav Drumm che insieme a suo zio, il cronista August Leopold Stöhr, tagliò parte del bosco creando una radura dove pose due panche per riposare. Per tutto il XIX secolo le guide dell'epoca promossero con i turisti proprio questo punto per la bellissima vista e questi visitatori divennero sempre più numerosi; tra questi anche Johann Wolfgang von Goethe e Theodor Körner. Fino all'inizio del XX secolo il solo modo per arrivare era  quello di salire a piedi ma nel 1909 fu costruita la funivia e negli anni tra il 1912 e il 1914 sul sito, per decisione comunale, fu costruito un casino di caccia con la torre d'avvistamento dall'impresa di František Fousko secondo il progetto dell'architetto Anton Breinl. Poi venne costruito un moderno ascensore elettrico. La torre di avvistamento fu inaugurata ufficialmente il 27 maggio 1914 e divenne subito una meta escursionistica per gli ospiti delle terme cittadine. La torre è stata sottoposta a un'ampia ristrutturazione alla fine del 1997 e i lavori sono stati ultimati entro l'inizio del 1998.  L'originale ascensore elettrico è stato sostituito con un ascensore più moderno.

### Origini del nome
Subito dopo la sua erezione la torre panoramica venne dedicata ad Hans Kudlich, con la fine della seconda guerra mondiale per breve tempo venna chiamata torre panoramica Beneš poi si decise per il nome recente che richiama la dea Diana.

## Descrizione
La torre d'avvistamento Diana si trova su una collina a Karlovy Vary, sopra Grand Hotel Pupp. Realizzata su pianta quadrata, fino al primo piano la muratura è in blocchi non intonacati. Il portale d'ingresso è di dimensioni limitate e si conclude con un arco a tutto sesto. Su queste fondamenta in pietra si alza la torre ortogonale intonacata e sulla facciata anteriore si trova un piccolo balcone in legno. La copertura è costituita da un tetto a falde. Le finestre sono rettangolari con ante semplici. Si trova a 562 metri sul livello del mare, l'altezza totale dell'edificio è di 40 metri e la piattaforma di osservazione coperta è posta a un'altezza di 35 metri ed è accessibile sia tramite una scala a spirale con 150 gradini sia con un moderno ascensore elettrico.

### Monumento culturale della Repubblica Ceca
La tutela dei monumenti della Repubblica Ceca considera la torre d'avvistamento Diana un monumento culturale tutelato col numero di catalogo 1000125690.